# Łękawica (powiat miński)
Łękawica – wieś sołecka w Polsce położona w województwie mazowieckim, w powiecie mińskim, w gminie Siennica.
Wieś szlachecka  położona była w drugiej połowie XVI wieku w powiecie garwolińskim  ziemi czerskiej województwa mazowieckiego. W latach 1975–1998 miejscowość należała administracyjnie do województwa siedleckiego. 
Wieś położona jest przy drodze powiatowej nr 36262 Siennica – Cegłów na jednym z najwyżej położonych wzniesień gminy. Obejmuje powierzchnię 315 ha i według stanu na 30.06.2007 zamieszkana jest przez 169 osób (źródło: dane statystyczne ze strony internetowej gminy Siennica).
Wierni kościoła rzymskokatolickiego należą do parafii św. Stanisława Biskupa Męczennika w Siennicy.

## Historia
Pochodzenie nazwy
Nazwa wsi Łękawica pochodzi najprawdopodobniej od słowa „łęgi”. Łęgi są to zakola szeroko rozlanych strumieni. To pochodzenie nazwy mógłby potwierdzać fakt, że porośnięte olchami łęgi strumienia przetrwały na krótkim odcinku za wsią do dziś. Jeszcze w latach 80. XX w. – przed zmeliorowaniem okolicznych pól i uregulowaniem części biegu strumienia - ciągnęły się przez kilka kilometrów przez wsie: Łękawica, nieistniejący już Patok Łękawicki i Bożą Wolę, aż do wsi Rososz. 

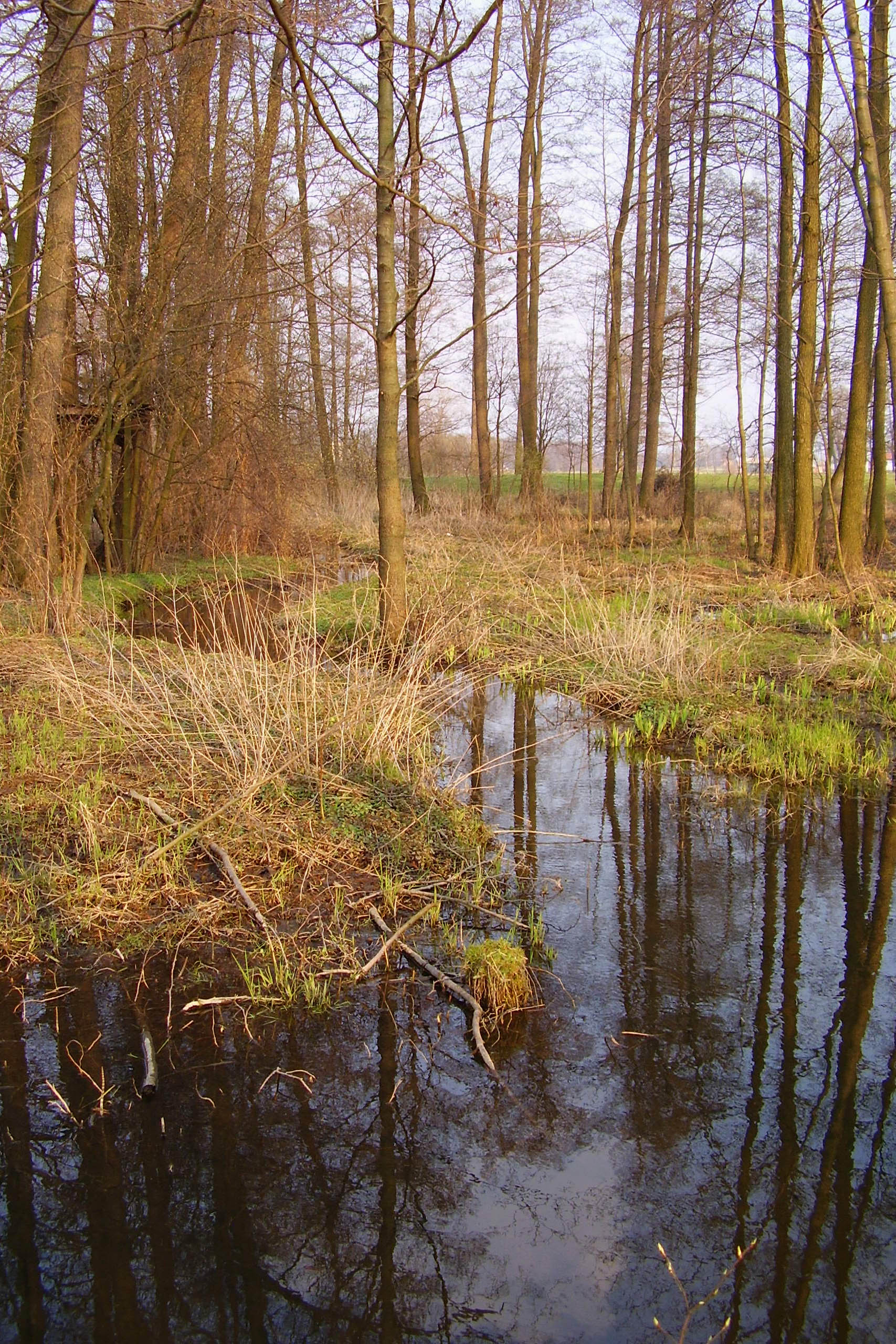
Łęgi, od których wzięła się najprawdopodobniej nazwa wsi

Na stronie internetowej poświęconej edukacji regionalnej, prowadzonej przez latowickiego historyka Zygmunta Gajowniczka, pojawia się informacja, jakoby nazwa wsi Łękawica wywodziła się od nieistniejącej już rzeczki Łękawy. Chociaż obecni mieszkańcy wsi nie znają tej nazwy i nie pojawiła się ona na żadnych znanych dzisiaj mapach, to jednak tłumaczenie historyka wydaje się być do pewnego stopnia potwierdzone ukształtowaniem terenu wsi. Dzisiejszy strumień jest naturalnym ciekiem wodnym i akurat na odcinku we wsi Łękawica, płynie pomiędzy dwoma wzgórzami o dużym nachyleniu zbocza, co sprawia wrażenie, jakby płynął dnem dawnej doliny rzecznej...
Istnieje również długa tradycja toponimiczna, która wszystkie nazwy z członem „łęk-„ wywodzi od słowa „łąka” w jego starej formie przed przegłosem polskim („łęka”), który zaszedł w języku polskim przed wiekiem XI. Taki rodowód nazwy wsi również jest prawdopodobny, chociaż około X w. n.e. polskie osadnictwo na ziemiach Mazowsza dopiero się zaczynało. 
Wiek XV-XIX
Pierwsza pisemna wzmianka o wsi Łękawica pojawiła się 7 lipca 1528 r. w akcie erekcyjnym parafii w Janowie – dzisiejszej Siennicy, wydanym przez kapitułę poznańską, której przewodził biskup Jan Latalski. W sporządzeniu aktu erekcyjnego brał udział ówczesny notariusz biskupa, kleryk diecezji poznańskiej Andrzej Frycz Modrzewski, późniejszy wielki pisarz polityczny. Poza Janowem (Siennicą) w skład nowej parafii weszło szesnaście wsi, z których dwanaście istnieje do dziś: Łękawica, Zglechów, Siodło, Żaków, Krzywica, Zalesie, Bestwiny, Gągolina, Pogorzel, Lasomin, Kąty i Drożdżówka, cztery natomiast nie przetrwały do naszych czasów, były to wsie: Granicznik, Chojny, Jezioro oraz Przydanowo. 
Łękawica wspomniana została w Słowniku Geograficznym Królestwa Polskiego i innych krajów słowiańskich. Słownik podaje, że w 1827 r. składała się z 18 domów i zamieszkiwało ją 154 mieszkańców. Natomiast w 1884 r. (rok wydania V tomu Słownika) w Łękawicy istniał folwark, składający się z 598 mórg ziemi, 15 domów drewnianych i 2 murowanych. Dane te autorzy Słownika uzyskali od Towarzystwa Kredytowego Ziemskiego w Warszawie. 
Według informacji zawartych w publikacji Adolfa Pawlińskiego pt. Mazowsze z 1895 r. Łękawica niezmiennie wchodzi w skład parafii, która nosi już nazwę Siennica, wraz z Krzywicą oraz nieistniejącą już wsią Jeziorko, stanowi własność Mikołaja Trosińskiego. 
Wiek XX i XXI
Wybuch II wojny światowej przyniósł Łękawicy najdramatyczniejsze doświadczenie w jej historii. W odwecie za zabicie w okolicach wsi niemieckiego zwiadowcy, 14 września 1939 r. Łękawica została prawie doszczętnie spalona przez oddział niemiecki, a grupę około 240 mężczyzn powyżej 15 roku życia (mieszkańców wsi, uchodźców, a także mężczyzn ze spacyfikowanego dzień wcześniej Cegłowa) wyprowadzono na miejsce egzekucji na polach w południowej części wsi. Najprawdopodobniej pierwotny rozkaz obejmował rozstrzelanie wszystkich osób, ostatecznie jednak został przez niemieckiego dowódcę zmieniony. Śmierć poniósł co dziesiąty z zatrzymanych. W miejscu egzekucji, po ekshumowaniu ciał, które rodziny zabrały m.in. na cmentarz w pobliskiej Siennicy, wzniesiono drewniany krzyż, który stał aż do lat 80. XX w. W 1964 r. we wsi ufundowany został pomnik upamiętniający to zdarzenie. 

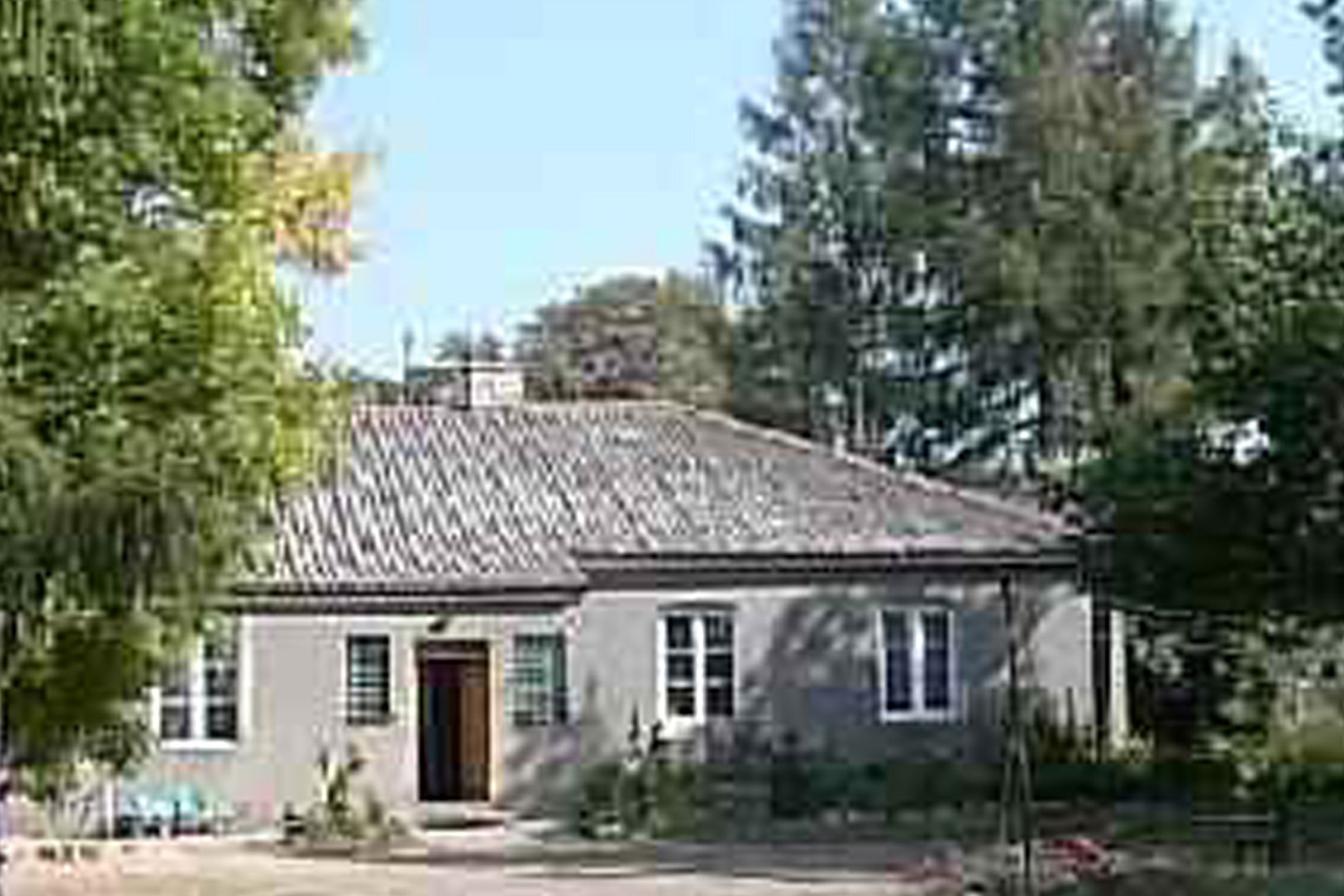
Publiczna Szkoła Podstawowa w Łękawicy

W okresie po II wojnie światowej, do 1998 r. w Łękawicy istniała Szkoła Podstawowa, obejmująca nauczanie w klasach 1-6 oraz oddział przedszkolny dla dzieci z miejscowości Łękawica, Budy Łękawickie i Rososz. Nauka na poziomie klas 7-8 kontynuowana była w Szkole Podstawowej im. H. Sienkiewicza w Siennicy. 
W latach 1999–2007 w budynku dawnej szkoły podstawowej działał Rodzinny Dom Dziecka (rodzina zastępcza) dla 5 dzieci, prowadzony przez Towarzystwo "Nasz Dom" w Warszawie. W 2006 roku ze środków gminy Siennica wybudowano wodociąg. 

## Zabytki
Pomnik poświęcony pamięci mieszkańców wsi rozstrzelanych w 1939 r.
Na zachodnim skraju wsi, po prawej stronie drogi Siennica - Cegłów znajduje się pomnik upamiętniający rozstrzelanie przez żołnierzy niemieckich dwudziestu dwóch osób cywilnych (mieszkańców wsi oraz uchodźców, którzy wówczas w niej przebywali) w dniu 14 września 1939 r. Pomnik, wykonany z kamienia i betonowych płyt w 1964 r. otoczony jest metalowym ogrodzeniem na podmurówce, które w 2004 r. poddano renowacji. Znajduje się na nim - odrestaurowana we wrześniu 1998 r. - tablica pamiątkowa z następującym napisem:
"Dla upamiętnienia męczeństwa pomordowanych w Łękawicy przez żołnierzy niemieckich w dniu 14.09.1939 r. tablicę ufundował samorząd gminy. Polegli za ojczyznę: Badurek Marian, Bystrzyński Józef,Caune Rudolf, Figura Marian, Kamiński Władysław, Kieliszczyk Stanisław, Kot Stanisław, Król Józef, Lipiński Stanisław, Milewski Franciszek, Milewski Władysław, Milewski Tadeusz, Szczęsny Wacław, Stanka Józef, Wiechetek Jan, Zawadzki Zygmunt,6 osób nieznanych. Siennica, 13.09.1964 r."
Pomnik nie jest wpisany do rejestru zabytków. 
Kaplica mariawicka
Kaplica kubaturowa, nie wpisana do rejestru zabytków, należąca do parafii Starokatolickiego Kościoła Mariawitów pw. św. Jana Chrzciciela w Cegłowie.

## Organizacje pozarządowe
Ochotnicza Straż Pożarna w Łękawicy
OSP Łękawica powstała w 1928 r. z inicjatywy dziedzica dóbr siennickich, pana Czarnieckiego. Na początku do pożarów jeżdżono wozem konnym z sikawką mechaniczną napędzaną ręcznie. W 1957 r. pobudowano remizę strażacką w centrum wsi, a następnie w połowie lat 60. XX w. - garaż na nowy samochód bojowy marki Lublin wraz z motopompą i oprzyrządowaniem. W 2010 r. wnętrze remizy zmodernizowano, tworząc przestrzenną salę z zapleczem kuchennym. 17 października 2010 r. Łękawicę odwiedził Marszałek Województwa Mazowieckiego, który dokonał uroczystego przekazania nowego samochodu marki STAR 26, zakupionego ze środków urzędu marszałkowskiego oraz gminy Siennica.